# Lázně Bělohrad
Lázně Bělohrad település Csehországban, a Jičíni járásban. Lázně Bělohrad Choteč, Vřesník, Lukavec u Hořic, Šárovcova Lhota, Nová Paka, Svatojanský Újezd, Pecka és Tetín településekkel határos. Lakosainak száma 3720 fő (2024. január 1.).

## Népesség
A település lakosságának változását az alábbi diagram mutatja:
| Lakosok száma | 4262 | 4481 | 4676 | 3861 | 3974 | 3796 | 3716 | 3665 | 3625 | 3720 |
|               | 1869 | 1890 | 1921 | 1950 | 1980 | 2001 | 2017 | 2019 | 2022 | 2024 |